# Verdienstmedaille der Zollverwaltung der Deutschen Demokratischen Republik

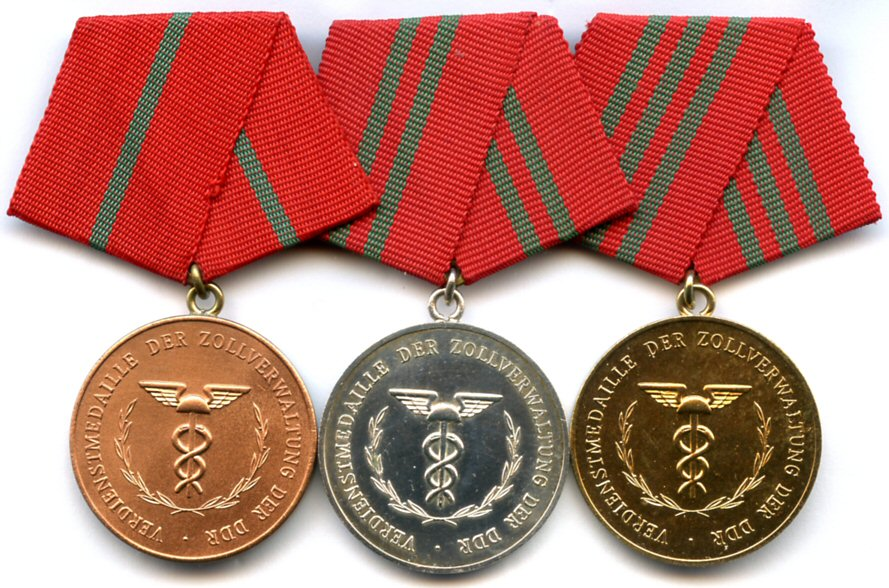

Die Verdienstmedaille der Zollverwaltung der Deutschen Demokratischen Republik war eine staatliche Auszeichnung  der Deutschen Demokratischen Republik (DDR), welche in Form einer tragbaren Medaille verliehen wurde.

## Geschichte
Gestiftet wurde die Medaille am 12. Mai 1967 in drei Stufen; Bronze, Silber und Gold. Ihre Verleihung erfolgte für Verdienste bei der Erfüllung der Aufgaben in der Zollverwaltung die zur Stärkung und Sicherung der DDR beigetragen hatten. Die Verleihung konnte sowohl an Einzelpersonen als auch Kollektive erfolgen, wobei ausdrücklich eine Verleihung an Personen der Zollverwaltung sozialistischer Bruderstaaten statthaft war. Ferner auch die Verleihung an Bürger der DDR und anderer sozialistischer Staaten, die nicht Angehörige der Zollverwaltung waren.

## Aussehen und Tragweise
Die bronzene, versilberte oder vergoldete Medaille mit einem Durchmesser von 31,5 mm zeigt auf ihrem Avers mittig einen Hermesstab (Caduceus) bzw. Merkurstab, der von zwei unten gekreuzten nach oben hin offenen gebogenen Lorbeerzweigen halbkreisförmig umrahmt wird. Umschlossen wird die Symbolik von der Umschrift: VERDIENSTMEDAILLE DER ZOLLVERWALTUNG DER DDR. Das Revers der Medaille zeigt dagegen mittig das Staatswappen der DDR. Getragen wurde die Medaille an einer pentagonalen roten 24 mm breiten Spange an der linken oberen Brustseite in dessen Mitte je nach verliehener Stufe ein, zwei oder drei 2,5 mm breite grüne Mittelstreifen eingewebt waren, die im Abstand von je 2,5 mm lagen, wobei drei grüne Streifen für die goldene Stufe standen. Die Interimsspange entsprach der gleichen Weise wie das Ordensband.